# Куаранта, Сантино
Сантино Куаранта (англ. Santino Quaranta; родился 14 октября 1984 года в Балтиморе, США) — американский футболист, защитник. Известен по выступлениям за «Ди Си Юнайтед» и сборной США.

## Клубная карьера
Куаранта начал футбольную карьеру, выступая за футбольную команду школу архиепископа Керли. После окончания обучения он выступал за IMG Soccer Academy и юношескую сборную США.
В 2001 году на Драфте Сантино был выбран командой MLS «Ди Си Юнайтед». Куаранта дебютировал за клуб в возрасте 16 лет и стал самым молодым футболистом Лиги, когда-либо выходившим на поле, позже его достижение было побито Фредди Аду. Несмотря на яркий дебют на протяжении всего периода выступления за «Юнайтед» его одолевали травмы. В 2004 году Сантино выиграл Кубок MLS. В 2005 году Куаранта вернулся в строй и в 18 матчах забил 5 мячей и сделал 5 голевых передач.
В августе 2006 года он был обменян в «Лос-Анджелес Гэлакси». В своем первом матче против «Хьюстон Динамо» Куаранта забил гол. Через год на драфте Сантино вновь сменил команду, став игроком «Нью-Йорк Ред Буллз». За новый клуб он провел всего три игры и покинул команду по окончании сезона из-за высокой конкуренции.
В 2008 году Каранта вернулся в «Ди Си Юнайтед», в этом же году он помог клубу выиграть Кубок Ламара Ханта. После окончания сезона 2011 года Сантино не получил предложения о продлении контракта и принял решение завершить карьеру.

## Международная карьера
7 июля 2005 года в матче Золотого кубка КОНКАКАФ против сборной Кубы Куаранта дебютировал за сборную США. На турнире он также сыграл в поединках против сборных Панамы, Ямайки и завоевал трофей. В 2009 году Сантино во второй раз принял участие в розыгрыше Золотого кубка. Он сыграл во встречах против в двух поединках против сборной Гондураса в одном из которых забил свой первый гол за национальную команду, а также против Мексики и Гаити. На этот раз Куаранта стал серебряным призёром.

### Голы за сборную США
| #   | Дата        | Место                                              | Противник | Счёт | Результат | Соревнование                |
| --- | ----------- | -------------------------------------------------- | --------- | ---- | --------- | --------------------------- |
| 01. | 7 июля 2009 | Роберт Ф. Кеннеди Мемориэл Стэдиум, Вашингтон, США | Гондурас  | 1:0  | 2:0       | Золотой кубок КОНКАКАФ 2009 |

## Достижения
Клубные
 «Ди Си Юнайтед»
- MLS — 2004
- Обладатель Кубка Ламара Ханта — 2008

Международные
 США
- Золотой кубок КОНКАКАФ — 2005
- Золотой кубок КОНКАКАФ — 2009